# Stabsamt Neuhausen
Das Stabsamt Neuhausen war in napoleonischer Zeit eine Verwaltungseinheit im Land Baden. Es bestand von 1803 bis 1806.

## Entstehung

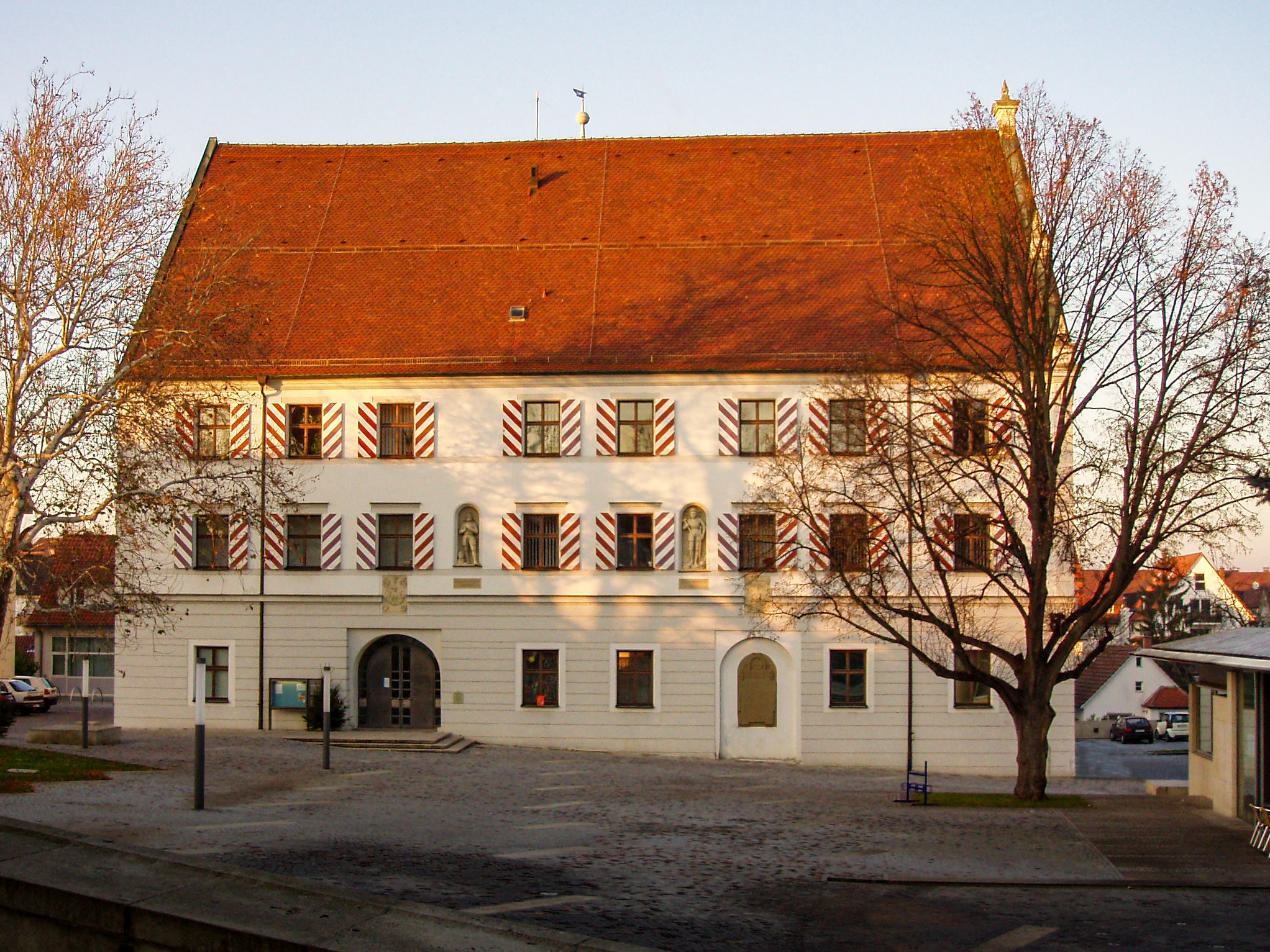
Das untere Schloss, Sitz der Verwaltung, heute Rathaus von Neuhausen

1769 hatte das Fürstbistum Speyer zwei, mehrere Kilometer voneinander entfernt gelegene Ortschaften südöstlich von Stuttgart erworben und als Oberamt Neuhausen zusammengefasst. Mit dem Reichsdeputationshauptschluss von 1803 war der zum Kurfürstentum aufgewerteten Markgrafschaft Baden die Landeshoheit über die nach dem Frieden von Lunéville 1801 verbliebenen rechtsrheinischen Teile des Fürstbistums zuerkannt worden. Die badische Regierung gliederte sie als Stabsamt Neuhausen in ihren Staat ein. Im Rahmen einer, durch weitere Gebietsgewinne nötig gewordenen, neuen Verwaltungsstruktur des Landes wurde es dem Oberen Fürstentum am Bodensee mit Sitz in Meersburg zugeordnet. Die Einwohnerzahl betrug 1300 in Neuhausen auf den Fildern und 300 in Pfauhausen, insgesamt also 1600. Die Leitung, als Stabsamtmann, wurde 1805 Johann Endres übertragen.

## Weitere Entwicklung
In der Nähe der württembergischen Hauptstadt und fernab des übrigen badischen Territoriums gelegen, wurde das Stabsamt 1806 im Rahmen des Tausch- und Epurationsvertrages an das Königreich Württemberg abgetreten. Dort wurden die beiden Orte dem Oberamt Köngen eingegliedert. Nach dessen Auflösung kamen sie zum Oberamt und späteren Landkreis Esslingen.